# 女子力高めな獅子原くん
『女子力高めな獅子原くん』（じょしりょくたかめなししはらくん）は、相舞みーによる日本の漫画作品。『GANMA!』（コミックスマート）にて2019年8月1日に読み切りが掲載された後、同年9月8日より連載中。2020年10月27日から、YouTubeで動画配信されている。コミックスは一迅社のZERO-SUMコミックスより発行されている。
2021年8月、「次にくるマンガ大賞2021」Webマンガ部門で16位を受賞。2022年6月には、「第6回みんなが選ぶTSUTAYAコミック大賞」にて8位に選出されている。2023年12月現在で電子書籍を含む累計部数は100万部を突破している。

## あらすじ
高校生・水戸百合香の幼馴染・獅子原颯太は、女子力が高い少年。料理と裁縫が得意で、可愛らしい振る舞いで周囲を魅了するが、中学時代は最強のヤンキーと恐れられていた。

## 登場人物

### 主人公とヒロイン
獅子原 颯太（ししはら そうた）
声 ‐ 殿所篤（YouTubeアニメ）
本作の主人公。8月23日生まれの乙女座。血液型はA型。茶髪のマッシュルームカットが特徴。百合香の幼馴染。料理と裁縫が得意。普段は無邪気で天真爛漫に振る舞うが、朱城中学校時代は不良抗争区域を一人で一掃し、「小さき百獣の王」の異名を持つ伝説のヤンキーであった経歴がある。彼の過去を知らないクラスの女子生徒からは「顔も可愛くて、女子力も高くてすごく怖いけどとっさに出る男らしさがいい」と言われることが多い。独特のオーラを放ち、人間はおろか動物にも恐れられる為懐かれない。スポーツ万能だが、非常に身体が硬く長座対前屈の記録は僅か1cm。成績はクラス40人中35位と勉強は得意ではない。幽霊や怪談話、お化け屋敷といったホラー系が大の苦手。ゲームもあまり得意ではないが、エアホッケーでは駿に勝利した事がある。感動系な映画を見て号泣するほど涙もろい。可愛い物を集める事は好きだが、女装や化粧には一切興味が無い。
小学生のある時、百合香が風邪を引いて欠席した日に同じクラスの光に手提げ袋をボロボロにされたことに激怒し、自分でも予想しない程の力を発揮し彼を殴った事でクラスから孤立してしまう。中学に上がってから髪を伸ばし金髪に染め、左耳にピアスを複数空けて本格的にヤンキーとなる。ヤンキーとなってからも趣味で料理や裁縫は続けていたが、百合香と女子生徒の会話から自分を気持ち悪いと思うようになる。後に百合香と会い、それが誤解で颯太の単なる思い込みであった事が判明し、「なりたかった自分」を見つける事ができ、中学2年生の冬でヤンキーから足を洗い現在の姿となる。
水戸 百合香（みと ゆりか）
声 - 藤原エマ（YouTubeアニメ）
本作のヒロインで語り手。4月28日生まれの牡牛座。血液型はO型。長い黒髪が特徴。颯太の幼馴染で、彼の過去を知る人物の一人。身体を鍛える事が趣味。成績はクラス40人中3位と頭が良く、中学時代は様々な部活を兼部し全国大会出場に導き、個人競技は全て優勝している事で有名になるほどスポーツ万能。しかし、颯太とは正反対で女子力が低く、料理や裁縫は苦手。高校入学直後に様々な運動部から勧誘されたが、料理が得意になりたいという理由で颯太と共に調理部に入部している。基本的に颯太と共に一緒に行動する事が多いが、彼が一人で行動している時は元ヤンである事を周囲に知られない（ヤンキー発動を防ぐ）為に、気付かれないよう陰でひっそり見守っている。自身も男女問わず惹かれる程の端整な顔立ちと巨乳の持ち主であり、颯太からは「変な虫が付かない」ように警戒されているが、当の本人は無頓着である。
中学3年生の時、バスケ部の女子から大会に参加しなかった事を詰め寄られ（元々テニスでダブルスを組んでいた為、参加出来なかった）、自分がいる事で他の部員が練習する気が無い事に嫌気が刺してしまう。その事がトラウマとなり高校で運動部には入部しないと決めていた。本人曰く「運動は好きだがスポーツは嫌い」。

### 主要人物
花江 もか（はなえ もか）
声 - イリエイオ（YouTubeアニメ）
颯太と百合香のクラスメイト。6月1日生まれの双子座。血液型はAB型。「なのです」が口癖。ピンク（毛先は金髪）のボブヘアーが特徴。同級生には敬語口調で話す（父親にはタメ口）。中学時代にヤンキーに絡まれていたところを颯太に助けられて以来、彼を崇拝しており「ししょー」と呼んでいる。颯太の事は「眩し過ぎて直視できない」という理由でサングラスをかけるか薄目で見る。幼なじみの百合香やヤンキーであった経歴を持つ者を除けば、クラスや学校内において颯太の過去を知る数少ない人物の一人。可愛いものを見ると抱き付く癖がある。駿のことを「たったくん」と呼んでおり、「強面なのに（ゲーセンで取った）ぬいぐるみを沢山抱えている姿が可愛い」や「（颯太と対峙する姿が）猛獣にたてつく小動物みたいで可愛い」といった理由でよく抱きついてるが、恋愛感情は皆無である。成績はクラス40人中39位と勉強は得意ではなく、スポーツや歌も苦手である。独特の味覚の持ち主。夏でも制服のベストを着たり体育でジャージを着ているのは、胸に入れた薔薇のタトゥーを隠す為であり、たまたまそれを見た駿だけがその事を知っている。また、颯太同様ピアスを空けている。
中学時代は前髪が右目に掛かった黒髪のロングヘアだった。クラスメイトとの距離感が掴めず、嫌われないよう努力しても空回りして孤立気味だった。ある時、胸に入れた薔薇のタトゥーを自ら見せた事でクラスメイト達から恐れられ完全に孤立してしまうが、唯一光だけが彼女の良き理解者となる。
龍田 駿（たつた しゅん）
声 - 蕗谷しょう（YouTubeアニメ）
颯太と百合香のクラスメイト。11月10日生まれの蠍座。血液型はA型。「何で俺まで」が口癖。現在もヤンキーを貫いている。自称：颯太のライバル。金髪のセンター分けが特徴。もかに抱きつかれる唯一の男子。クールな性格と強面でクラスの男子達から恐れられているが、意外とツンデレでツッコミキャラでもあり、動物にはよく懐かれる。ゲーム（特に格闘ゲームとクレーンゲーム）が得意で、よくゲームセンターに行っている。歌も上手い。最初は颯太にヤンキーに戻って欲しいと思っていたが、後に自分の気持ちを押し付けるのも良くないと考えを改める。基本的に単独行動を好むが、颯太達に巻き込まれて4人で絡む事も多い。喧嘩を売ってきた相手を挑発するのは上手いがその後の事は考えておらず、殴られた後に颯太に助けられる事が多い。百合香曰く「（駿は颯太の）世話の焼ける弟分」。成績はクラス40人中32位で、スポーツに関しては水泳やマラソンなどの持久力を要するものは苦手である。タピオカを直視出来ない程の集合体恐怖症である。中学生の弟・慧と小学生の妹・比奈がおり、「駿にぃ」と呼ばれている。特に比奈の事は颯太でさえ近付けさせない程に溺愛している。父は単身赴任で母は仕事で遅い為、弟達の夕飯を作っており料理はそこそこ出来る。
中学生の時、比奈が同級生の男子に服をボロボロにされて帰ってきた事に怒り、公園にいた同級生の男子とその兄に謝罪を要求するが、謝るどころか兄から膝蹴りを喰らってしまい、たまたまその光景を見ていた颯太が兄を殴って唖然とする。この一件から颯太に強い憧れを持ち、黒髪から金髪に染めてヤンキーとなる。
過去2回行われたキャラクター人気投票では、2回とも投票数1位を獲得している。

### 清水南高校
壇 尚哉（だん なおや）
声 - 光永りつ（YouTubeアニメ）
颯太と百合香が所属する調理部の部長。部員を含め誰にでも優しく、女子生徒から「旦那にしたいランキングナンバーワン男子」と呼ばれている。その優し過ぎる性格故に年下の中学生ヤンキーに絡まれても反抗出来ない。将来大学に通う資金を稼ぐ為にアルバイトを3つ掛け持ちしているが、疲労と熱中症で倒れているところを通りかかった駿に助けられている。百合香に優しくしているところを見た颯太は嫉妬心を露にするが、内心は2人の事を応援している。
2学期になって新たに家事代行のアルバイトを始めるが、依頼人は偶然にも颯太の姉である凪子であり、仕事内容とは別に彼女の趣味であるコスプレに付き合わされる。
犬飼 李久（いぬかい りく）
颯太のクラスメイト。颯太とはクラスの男子生徒の中では駿に次いでよく会話しており、モブキャラの中でも登場回数は多い。文化祭の出し物を決める時は女子がスーツを着てる姿が見たいからと執事喫茶を提案したり、颯太と百合香の関係を「てぇてぇ（尊い）」と思うなどオタク気質である。颯太とは対照的に女装には一切抵抗しない。
彼をメインとした話もある。2回目に行われたキャラクター人気投票では5位と上位に入っている。
内海 翠（うつみ すい）
調理部副部長の妹。中学3年生の時に学校見学で調理部を訪れている。身長175cmと高身長であり、実年齢より年上に見られる。
薫や慧とはコンビニで覆面ライダーのくじを買いに訪れた時に会っており、高校に進学してから同じクラスとなった。

### 家族関係者
獅子原 凪子（ししはら なぎこ）
颯太の姉。25歳。2年前にデザイン会社を立ち上げて以降、現在は執事が付く程に経営は順調である。スマホゲームに課金する程はまったり、他人をコスプレさせて写真に収めるなど重度のオタク気質で、休暇の9割をオタ活に充てている。体育祭で見掛けた尚哉を見て一目惚れするが、後日バイトの面接で彼が訪れた際には本来の家事代行以外に趣味であるコスプレをさせている。
水戸 薫（みと かおる）
百合香の弟。クールな性格と姉同様の端整な顔立ちで、バレンタインでは下駄箱に入りきらない程の大量のチョコレートを貰う、中学の卒業時には第2ボタン目当ての女子に囲まれるなどかなりモテるが、本人は彼女を作る気は無い様子。アメコミヒーローやが好き。駿の弟である慧とは同級生で仲が良い。
もかの父
名前は不明。もかの趣味である虫や爬虫類を飼う事には寛容ではあるが自身はそれらが苦手。駿の事は最初はその容姿からヤンキーだと思い恐れていたが、礼儀正しさのギャップに惹かれて気に入るようになる。
龍田 慧（たつた けい）
駿の中学3年生の弟。兄の駿とは対照的にやんちゃで明るい性格。百合香の弟である薫とは同級生で仲が良い。特撮に登場する格好いいヒロインに憧れている。薫と対照的に早く彼女を作りたいと思っている。
龍田 比奈（たつた ひな）
駿の小学5年生の妹。駿からは溺愛されており、颯太でさえ近づけさせない程である。駿曰く「（比奈の）半径2メートル以内は聖域」。コスプレが好きで、自分の服を作ってしまう程器用である。

### その他の人物
馬場 光（ばば ひかる）
颯太と百合香の小学校時代の同級生で、もかの中学校時代の同級生。颯太がヤンキーになるきっかけを作った張本人で、颯太の趣味である裁縫を下記の理由でバカにし続けていた。それがエスカレートして颯太の手提げ袋を「ダメージ加工」と言ってボロボロにするが、激昂した颯太に殴られ、左目の下に残る傷を負う。
中学に上がってからは性格が大人しくなり、クラスで孤立していたもかと仲良くなる。その時にもかから趣味の話を聞いた事で、颯太の趣味をバカにした事を悔やむようになる。
清水南高校の体育祭に行った際に遠くから颯太を見掛けて以来、謝罪しようと気に掛ける。後日ファストフード店で偶然会った際に「2度とそのツラ見せるな」と吐き捨てられるが、文化祭で再度会った時に百合香やもかが間に入り、あの時は裁縫をしている颯太が女子から人気がある事に嫉妬してバカにしていた事を謝罪し、僅かではあるが蟠りが解消された。
ショコラ
颯太の近所に生息している野良猫。マンチカンのオス。距離感の近い人間を苦手としており、すぐ撫でたり触ったりしてくる事を嫌う。中学時代の颯太に会った事があり、その時とは容姿が全く異なっていた為警戒していた。
後日、比奈が他の野良猫と喧嘩しているところを見かけて自宅に連れて帰るが、ペット禁止のアパートであった為に颯太の自宅で飼う事になり、「ショコラ」と名付けられた。颯太の事は相変わらず警戒しているが、すぐに撫でてこなかった凪子にはすぐに懐いた。

## 書誌情報
- 相舞みー『女子力高めな獅子原くん』一迅社〈ZERO-SUMコミックス〉、既刊9巻（2025年2月28日現在）
  1. 2020年6月25日発売[1][11]、ISBN 978-4-7580-3525-5
    - 単行本限定描きおろし「小さき獅子（前編）」収録。

  2. 2020年12月24日発売[12]、ISBN 978-4-7580-3573-6
    - 単行本限定描きおろし「小さき獅子（後編）」収録。

  3. 2021年8月25日発売[13]、ISBN 978-4-7580-3645-0
    - 単行本限定描きおろし「小さき獅子の弟子」収録。

  4. 2022年4月25日発売[13]、ISBN 978-4-7580-3729-7 / ISBN 978-4-7580-3730-3（特装版）
    - 単行本限定描きおろし「ちいさな恩」収録。
    - 特装版のみ描きおろし「あなたがわたしにくれたもの」を収録した小冊子が付属。

  5. 2023年2月25日発売、ISBN 978-4-7580-3856-0
  6. 2023年7月25日発売、ISBN 978-4-7580-3912-3
  7. 2023年12月25日発売、ISBN 978-4-7580-3972-7
  8. 2024年9月30日発売、ISBN 978-4-7580-8586-1
  9. 2025年2月28日発売、ISBN 978-4-7580-8657-8

## YouTubeの動画（アニメ）
YouTubeでの動画配信によるアニメが制作されており、その公式チャンネルも開設されている。内容は原作を元にしたストーリーアニメとYouTubeオリジナルアニメがあり、オリジナルはマナーの悪い不良を成敗するなどの話となっている。中には同じYouTube動画配信のアニメで『ヤクザと目つきの悪い女刑事の話』（原作：晴十ナツメグ）、『まきハジ / 巻き込まれ体質のハジメくん』（脚本：釘子ヨシカ、キャラクターデザイン：くれいし）、『ホシを捕らえろ!』（原作：ウエマツ七司）、『リッチ警官キャッシュ!〜ゼロの事件簿〜』（原作：黒田さくや）、『目の付けどころがディープでしょ』（原作：明生チナミ）などとコラボした話もある。